# Encardia picta
Encardia picta är en stekelart som beskrevs av Jules Tosquinet 1896. Encardia picta ingår i släktet Encardia och familjen brokparasitsteklar. Inga underarter finns listade i Catalogue of Life.